# Caraga

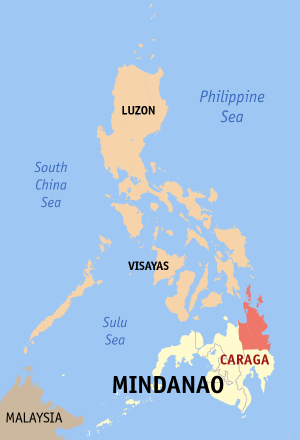
Położenie Regionu Caraga

Caraga (Region XIII) – jeden z 17 regionów Filipin, położony nad Morzem Filipińskim w północno-wschodniej części wyspy Mindanao. W skład regionu wchodzi 5 prowincji: 
- Agusan del Norte
- Agusan del Sur
- Dinagat Islands
- Surigao del Norte
- Surigao del Sur

Ośrodkiem administracyjnym jest miasto Butuan w prowincji Agusan del Norte. 
Powierzchnia regionu wynosi 18 847 km². W 2010 roku jego populacja liczyła 2 429 224 mieszkańców.